# Famille Le Bret
 (août 2020).
Si vous disposez d'ouvrages ou d'articles de référence ou si vous connaissez des sites web de qualité traitant du thème abordé ici, merci de compléter l'article en donnant les références utiles à sa vérifiabilité et en les liant à la section « Notes et références ».
La famille Le Bret est une famille subsistante de la noblesse française originaire de Gisors, en Normandie, anoblie par lettres en 1578. Elle s'est distinguée par une histoire riche, tant sur le plan militaire que judiciaire. Sa devise Letifera Pello peut se traduire par "Je frappe des coups meurtriers".

## Histoire

### Origine
La famille Le Bret remonte à Maître Simon Le Bret (né sans doute vers le milieu du XVe siècle), avocat ou procureur à Gisors, où il est membre de la confrérie Notre-Dame de l'Assomption (noté en 1486), dont le fils Julien (+ 1547) fut marié à Jeanne Le Lanternier (+1517) puis à Jeanne Le Cousturier (+ 1569). Ce dernier fut le père de Julien et de Robert qui suivent, auteurs respectifs de deux lignées (à noter un Chevalier Guillaume Le Bret membre fondateur de cette même confrérie ND de l'Assomption de Gisors en 1360) :
- Julien Le Bret, (+1589), sieur du Mesnil, licencié en droit, avocat à Gisors, fut l'auteur de la branche de Flacourt, en 1592. Son fils Cardin (1558-1655) exerce la charge d'Avocat Général à la Cour des Aides de Paris (1592-1604), il est anobli en 1604 par la charge d’avocat général au Parlement de Paris. Cette branche aîné  qui donna plusieurs hauts magistrats de renom, fut titrée comte de Selles en 1727[2] et s'éteignit en 1804.
- Robert Le Bret (+1589), seigneur de Flacourt[3], de Boisgilout, de Nucourt et d'Ernemont, capitaine de cent arquebusiers à cheval et de cent hommes à pied, gouverneur de la ville de Gisors (1560), puis de celle de Mantes (1568) fut anobli par le grade d'officier des Gens de Pieds en 1557 puis par lettres patentes du roi Henri III en septembre 1578 en récompense de ses service militaire[4] Marié en 1553 à Françoise de Gamâches († 1603), il est l'ancêtre de la branche subsistante[5],[6],[7],[8].

### Lignée ainée: seigneurs de Flacourt et comtes de Selles
La branche ainée, issue de Julien Le Bret (ca 1520-1589), son fils Cardin (1558-1655) exerce en 1592 la charge d'Avocat Général à la Cour des Aides de Paris (1592-1604), puis il est anobli en 1604 par la charge d’avocat général au Parlement de Paris.
Elle s'illustra à travers plusieurs magistrats au parlement de Paris, des conseillers d'État, deux présidents au parlement de Provence, des intendants du Limousin, du Dauphiné, du Lyonnais, de Provence, de Bretagne, un lieutenant-général, des chevaliers de Saint-Louis, un évêque etc.
Cette branche fut titrée comte de Selles par lettres patentes d'août 1727, enregistrées au Parlement de Paris le 2 septembre suivant.
Cette branche de la famille Le Bret a de brillantes alliances ministérielles, en effet Julien Le Bret a épousé la fille de Pierre Sublet de Romilly, Secrétaire d'État à la Guerre de Louis XIII en 1636, Marie Le Bret a épousé Charles de l'Aubespine, cousin du Garde des Sceaux de Louis XIII (1630), une autre Marie Le Bret est la belle-mère de René Louis de Voyer de Paulmy d'Argenson, Secrétaire d'État aux Affaires Etrangères en 1744, Marie Rosalie Le Bret a épousé en 1741 le fils du Chancelier d'Aguesseau (1717-1750), Cardin François Xavier Le Bret a épousé en 1746 la petite fille de Félix Le Pelletier de La Houssaye, Contrôleur Général des Finances en 1720, Paul Charles Cardin Le Bret a épousé en 1769 la Fille de Thomas Hue de Miromesnil, Garde des Sceaux en 1774

### Branche allemande Le Bret von Nucourt
Cette branche, quitta la France lors de la révocation de l'édit de Nantes et s'établit en Wurtemberg avec Nicolas Le Bret, d'où elle est passée en Bavière. Elle a été confirmée noble sur les registres de la chancellerie bavaroise sous le nom de von Le Bret de Nucourt ou Le Bret von Nucourt.

### Branche du Vexin
Une autre branche issue de Denis Le Bret, avocat à Gisors (+1557) fils de Julien et marié à Colette Le Lanternier (+1549) a donné Denis Le Bret, aussi avocat, sans doute l'ancêtre de Denis Le Bret, aussi avocat, d'où Nicolas Le Bret, Écuyer de la duchesse de Guise, marié en 1611 à Marie Mallaquin, d'où Henry Le Bret (1618-1710), le célèbre compagnon de Cyrano de Bergerac qui fit publier les écrits de Cyrano après la mort de celui-ci et qui s'est attiré cette fameuse réplique "Voilà encore Le Bret qui grogne" dans la pièce d'Edmond Rostand. Il avait eu le même précepteur que Cyrano et s'était engagé avec lui comme mousquetaire en 1639. Il entra ensuite dans les ordres et fut Grand Prévôt de l’évêché de Montauban en 1663. Cette branche s'est éteinte avec lui en 1710.

### Lignée cadette subsistante
La lignée cadette, issue de Robert Le Bret, seigneur de Flacourt, en 1557 il est officier des Gens de Pieds à la bataille de Saint Quentin le 02/08/1557, grade qui donnait la noblesse à cette date, puis il est anobli par Lettres Patentes en 1578, il est maintenue noble en 1594 et en 1667.
Elle s'est divisée en trois branches principales, issues de trois frères (fils de Robert Le Bret (1606-1674), vicomte et gouverneur de Gisors et de Catherine Le Blanc), implantés l'un en Anjou avec Vincent Le Bret (1641-1697), l'autre resté dans la région de Gisors avec Charles Le Bret (1651-1718) et le troisième à Paris avec Théodore Le Bret (1654-1755).
Seul subsiste la descendance de la branche établie à Paris avec Théodore Le Bret.[réf. nécessaire]
La famille subsistante est membre de l'Association d'entraide de la noblesse française depuis 2016.

## Personnalités

### Lignée ainée Le Bret de Flacourt
- Cardin Le Bret seigneur de Flacourt, (1558-1655), avocat général à la cour des aides de Paris puis avocat général au parlement de Paris, conseiller d'État, envoyé pour une mission temporaire avec le titre d'intendant dans les Trois-Évêchés, Metz, Toul et Verdun en 1624 et célèbre jurisconsulte auteur en 1632 d'un traité  intitulé De la souveraineté du roi (1632). Marié à Marguerite Le Pelletier de Château-Poissy[4],[11].
- Jacques Le Bret, neveu du précédent, chanoine puis évêque de Toul en 1645 (†1645).
- Julien Le Bret, seigneur de Flacourt (1611-1688), fils de Cardin, conseiller au parlement de Paris (1635) puis conseiller d'État en 1643, marié à Marie Sublet, cousine de François Sublet de Noyers, ministre de Louis XIII[12].
- Henri-Julien Le Bret (1638-1679), seigneur d'Ernemont, gouverneur de Douai (1668), lieutenant-général (1673)[4].
- Pierre Le Bret de Flacourt, chevalier de Flacourt (1645-1692) (fils de Julien Le Bret et Marie Sublet), chef d'escadre des armées navales (1688), chevalier de Malte (1661). sans alliance[4].
- Pierre-Cardin Le Bret seigneur de Flacourt (1639-1710), (fils de Julien Le Bret et Marie Sublet)), conseiller au Grand conseil (1668) maître des requêtes (1676), intendant du Limousin (1681) du Dauphiné (1683), du Lyonnais (1686), de Provence (1687-1704), premier président au parlement de Provence (1690-1710), marié à Marie-Françoise Veydeau de Grandmont[12],[4].
- Cardin Le Bret seigneur de Flacourt et comte de Selles (1727) (1675-1734) (fils du précédent), conseiller au parlement de Provence (1694), maître des requêtes (1696), intendant de Béarn et Navarre (1701), intendant de Provence (1704-1734), premier président du parlement de Provence (1710), conseiller d'État (1730), marié 1°) en 1697 à Marie-Thérèse de Lubert, 2°) en 1708 à Marie-Charlotte Geneviève Le Feron, 3°) en 1710 à Thérèse Angelique Croiset d'Estiau, 4°) en 1712 à Marguerite-Henriette de Labriffe (Sa fille, Marie-Geneviève Rosalie (1722-1759) épousera le fils du Chancelier d'Aguesseau, ministre de Louis XV[12],[4].
- Paul Cardin Le Bret de Flacourt comte de Selles (1718-1786) (fils de Cardin Le Bret et Marguerite de Labriffe), chevalier de Malte de minorité, chevalier de Saint-Louis, brigadier des armées du roi (1762)[4].
- François-Xavier Cardin Le Bret de Flacourt, (1719-1765) comte de Selles (fils Cardin Le Bret et Marguerite de Labriffe), reçu de minorité dans l'ordre de Malte, avocat-général au Grand Conseil (1741), intendant de Bretagne (1753-1765), marié à Anne-Louise-Charlotte Le Pelletier de la Houssaye[12],[4] (Petite-fille de Félix Le Pelletier de La Houssaye, Contrôleur Général des Finances (1720-1722) et Garde des Sceaux (1721) sous la Régence.
- Paul-Charles-Cardin Le Bret de Flacourt, comte de Selles (1748-1804), (fils du précédent), avocat général au parlement de Rouen (1769), greffier en chef au parlement de Paris (1775-Révolution). Marié en 1748 à Anne-Angélique Armande Georgette Hue de Miromesnil, (fille d'Armand Thomas Hue de Miromesnil, garde des Sceaux de Louis XVI), il meurt en 1804 dernier de sa branche et avec lui s'éteignit le titre de comte de Selles[4].

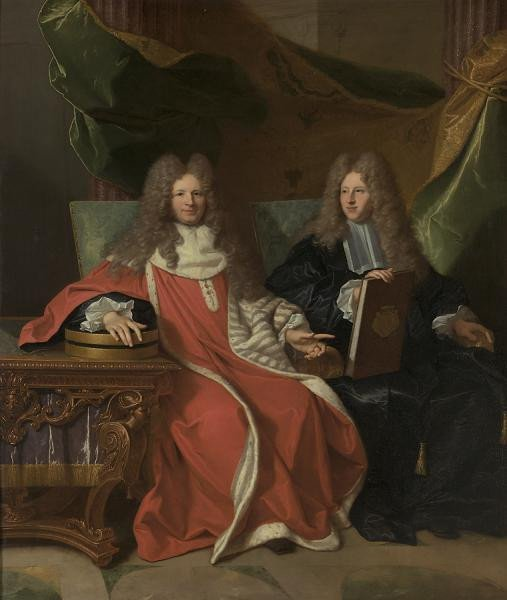
Portrait de Pierre-Cardin Le Bret seigneur de Flacourt (1639-1710) et de son fils Cardin Le Bret comte de Selles (1675-1734).
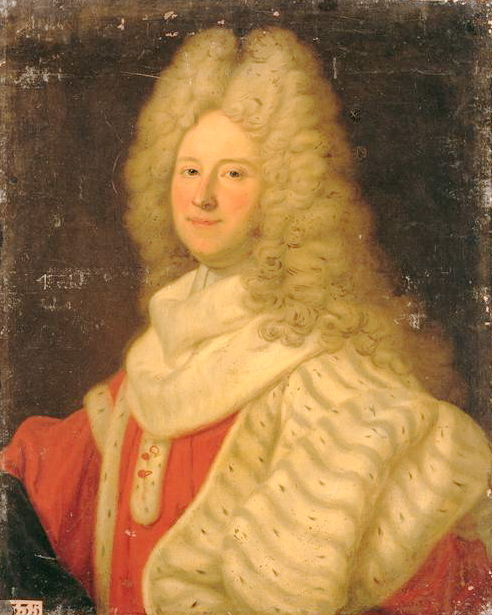
Portrait de Pierre-Cardin Le Bret seigneur de Flacourt (1639-1710).
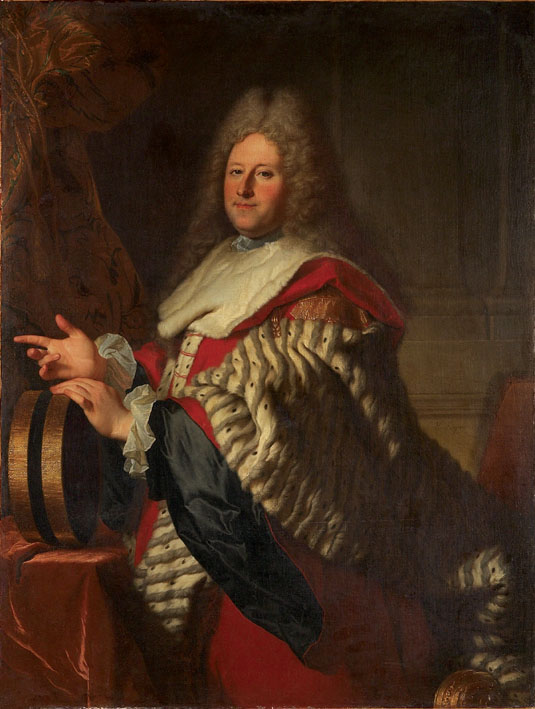
Portrait de Cardin Le Bret comte de Selles (1675-1734).
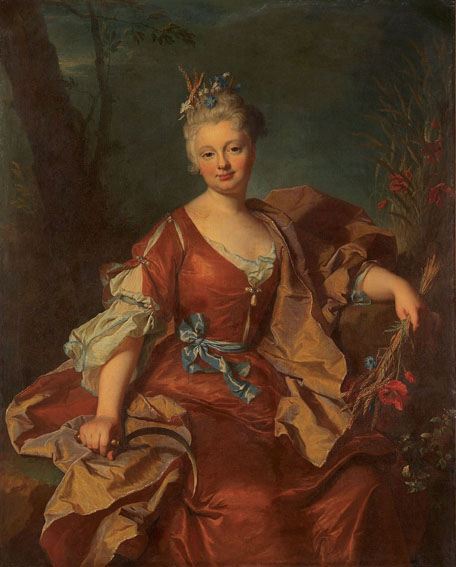
Portrait de Marguerite-Henriette Le Bret née de La Briffe (1695-1724)
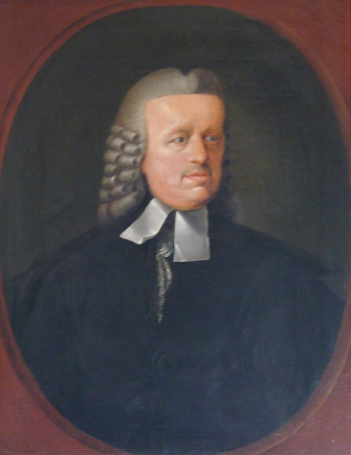
Portrait de Johann Friedrich Le Bret von Nucourt (1732-1807).

#### Branche allemande
- Johann Friedrich Le Bret (1732-1807), docteur en théologie, chancelier de l'Université de Tübingen, marié à Caroline-Auguste de Buhler.
- Emil Le Bret von Nucourt (1849-1939), aide de camp et chambellan du roi Louis II de Bavière, général de l'armée Prussienne.
- Albrecht Le Bret von Nucourt (1895-1959), colonel commandant le 485e régiment d'infanterie de la Wehrmacht pendant la Seconde guerre mondiale. Chevalier de l'Ordre de Saint-Jean

### Lignée cadette

#### Branche fixée en Anjou
- Vincent Le Bret (1641-avant 1701), (fils de Robert Le Bret, conseiller du roi, vicomte et gouverneur de Gisors et de Catherine Le Blanc). Avocat au parlement de Paris, vicomte de Gisors, président au grenier à sel de La Flèche, marié à Anne-Marie Deniau. Quelques années après son mariage, il se démit de sa charge de vicomte de Gisors et vint s'installer en Anjou sur les terres de sa femme. Il fut maintenu noble le 15 septembre 1667 avec son père et ses frères[4].
- Ignace-Sébastien-Vincent Le Bret (1676-1737), seigneur du Doussay (fils du précédent), officier de dragons, député de la noblesse en 1722 à La Flèche, marié à renée-Catherine de la Porte[4].
- Ignace-Vincent-Étienne Le Bret (1720-1793), seigneur du Doussay, de la Potardière, de la Bruère etc., fils du précédent, officier au régiment de Murat, marié à Renée-Françoise Richer des Vaux[4].
- Victor-René-Cardin Le Bret (1748-1827), seigneur du Doussay, de la Potardière, de la Bruère, fils du précédent, émigré, rejoint l'Armée des Princes sous la Révolution, lieutenant-colonel de cavalerie, colonel des gardes nationaux de La Flèche, maire de Crosmières, chevalier de Saint-Louis, il fut élu député de la noblesse d'Anjou en 1789. Il épousa Charlotte Drouin[4].
- Henri-Cardin Le Bret (1789-1851), fils du précédent, officier-payeur de l'armée (1812), chevau léger de la compagnie rouge de la garde du roi (1814), lieutenant au régiment des chasseurs du Morbihan, chef d'escadron de l'armée royale (1815), maire de Crosmières (1827), participe au soulévement en faveur de la duchesse de Berry en 1832 et est condamné par contumace à la déportation en janvier 1833 puis acquitté en avril 1834; chevalier de la Légion d'honneur (1815). Il épousa Estelle-Joséphine-Marie Bigot de la Touanne[4].

#### Branche restée à Gisors
- Charles Le Bret (1651-1718) (fils de Robert Le Bret, conseiller du roi, vicomte et gouverneur de Gisors et de Catherine Le Blanc), demeurant à Bézu-Saint-Éloi, marié en 1675 à Marie de Cahagne. Il avait été compris dans la maintenue de noblesse enregistrée à Vernon le 15 septembre 1667 au profit de son père et de ses frères, mais en 1690, il fut frappé de taxes roturières; il fit appel et obtint gain de cause devant la juridiction de Gisors[4].
- Charles Le Bret (1687-1763), demeurant à Bézu-le-Long, fils du précédent. Marié à Charlotte Drouet de Mainville[4].
- Charles Le Bret (1738- 1794), fils du précédent, curé de Sancourt près de Gisors, guillotiné sous la Révolution[4].
- Jean-François Le Bret (1741-1818), frère du précédent, capitaine au régiment du Soisonnais-Infanterie, chevalier de Saint-Louis, décoré du Lys. Il participa à la campagne entreprise par la France pour l'indépendance de l'Amérique avec le grade capitaine-commandant. Il épousa louise-Justine du Hamel. Au début de la Révolution, il accepta d'être maire de Bézu-le-long et capitaine de la garde nationale[4].

#### Branche fixée à Paris
- Théodore Le Bret (1654-1755) (fils de Robert Le Bret, conseiller du roi, vicomte et gouverneur de Gisors et de Catherine Le Blanc), premier de sa branche à s'installer à Paris. Marié à Marguerite L'Estourmy.
- Evrard Germain Le Bret (1712-1788), fils du précédent[13], Administrateur de la confrérie St Eustache Ste Agnès sur la paroisse St Eustache, marié à Marie-Madeleine de Faÿ.
- Léonard Le Bret (1759-1838), marguillier de la paroisse St Louis en l’Ile, fils du précédent, marié à Elisabeth-Antoinette Gallemant de Marennes.
- Jean Le Bret (1796-1869), fils du précédent, notaire royal, gérant de la Compagnie des mines d'Anzin, maire de Valenciennes et conseiller général du Nord, Chevalier de la LH. Marié à Zoé Renard.
- Paul Le Bret (1833-1893), fils du précédent, secrétaire général de la Compagnie des mines d'Anzin, marié à Jeanne d'Eichthal.
- Henri Le Bret (1862-1927), fils du précédents, Saint Cyrien, Colonel chef de corps du 20e régiment de dragons en 1916, Officier de la LH, marié à Cécile Harty de Pierrebourg.
- Robert Le Bret (1863-1946), frère du précédent, avocat, premier secrétaire général de la Ligue nationale contre le cancer, administrateur de la Société de construction des Batignolles, marié à Jeanne Chauchat (1868-1960), vice-présidente de la Ligue nationale contre le cancer, décorée chevalier de la Légion d'honneur en 1928[14].
- Jean Le Bret (1872-1947), frère des précédents, ingénieur civil des mines et skipper, secrétaire du conseil d'administration de la Société de construction des Chemins de fer Indochinois et médaillé d’argent en voile aux Jeux olympiques d'été de 1900 à Paris, marié à Edith Lefebvre de Laboulaye.

## Armes
« D'or, au sautoir de gueules, cantonné de quatre merlettes de sable chargé d'un écusson d'argent, surchargé d'un lion de sable armé et lampassé de gueules. »[réf. nécessaire]

## Demeures
- Château de Flacourt (branche aîné)
- Château de Pantin (branche aîné)
- Château de Selles-sur-Cher (branche ainée)
- Château de La Potardière à Crosmières (branche cadette en Anjou)
- Château Le Bret (aussi appelé château du Chapître) à Denain (branche cadette fixée à Paris)

## Alliances
Les principales alliances de la famille sont :

### Lignée ainée
Viel, Le Pelletier de Château-Poissy (1592), de Laubespine (1623), Gobelin (1626), Hiérosme, Sublet (1637), Veydeau de Grandmont (1668), Méliand (1697), de Lubert (1697), Le Féron (1708), Croiset d'Estiaux (1710), de Labriffe (1712), de Coriolis de Villeneuve (1732), d'Aguesseau (1741), Le Pelletier de la Houssaye (1746), Hue de Miromesnil (1769) etc.

### Lignée cadette
de Gamâches, Thomas (1605), Le Blanc (1635), de Cahagnes (1675), L'Estourmy (1696), de La Porte (1714), de Piscard (1717), Drouet de Mainville (1735), Richer des Vaux (1747), de Faÿ (1751), du Hamel (1787), Gallemant de Marennes (1793), Bigot de La Touanne (1821), Renard (1827), Daniel de Vauguyon (1854), d'Eichthal (1861), Agard de Maupas (1889), Harty de Pierrebourg (1890), Chauchat (1893), Lefebvre de Laboulaye (1901), Thomas de Barbarin (1924), Carnot (1925), de Vitry d'Avaucourt (1924), Hannotin (1932) etc.

## Postérité
- Statue de Cardin Le Bret, intendant de Provence, sur la façade de la préfecture de Marseille.

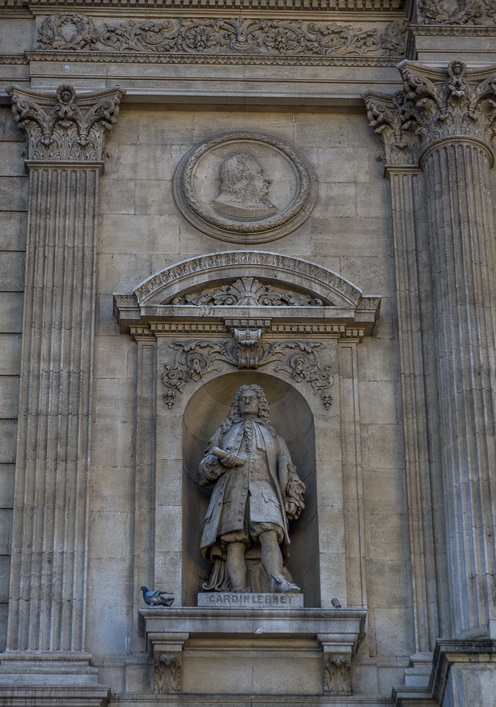
Statue de Cardin Le Bret intendant de Provence sur la façade de la préfecture de Marseille